# آدولف برنهارد مارکس
آدولف برنهارد مارکس (به آلمانی: Adolf Bernhard Marx) (۱۵ مارس ۱۷۹۵ – ۱۷ مهٔ ۱۸۶۶) آهنگ‌ساز، موسیقی‌شناس، نظریه‌پرداز موسیقی، استاد دانشگاه، پدیدآور، نویسنده، و منتقد اهل آلمان بود.

## آثار
مارکس آثار ارزشمندی در زمینهٔ نظریه و نقد موسیقی پدید آورد. از آن جمله است:
- لودویگ فان بتهوون: زندگی و خلاقیت، برلین: یانکه، ۱۸۵۹.[۱]
- فرم موسیقی در دورهٔ بتهوون: نوشته‌های برگزیده دربارهٔ تئوری و شیوهٔ موسیقی. به همت و ترجمهٔ اسکات برنهام. کمبریج: انتشارات دانشگاه کمبریج، ۱۹۹۷[۲]